# Dragosloveni (gmina Soveja)
Dragoslaveni – wieś w Rumunii, w okręgu Vrancea, w gminie Soveja. W 2011 roku liczyła 1715
mieszkańców